# Česká pošta
Die Česká pošta (deutsch „Tschechische Post“) ist das Postunternehmen Tschechiens. Die ČP wurde 1993 nach der Teilung der Tschechoslowakei als staatliches Unternehmen gegründet. Die Post unterhält ein Postmuseum in Prag mit einer Briefmarkenausstellung. Die Zweigstelle in Vyšší Brod beheimatet eine Dauerausstellung über das Postwesen.
Das Unternehmen betrieb bis 2022 mit etwa 3.400 Vertretungen bei rund 10 Mio. Einwohnern gegenwärtig noch eines der dichtesten Postfilialnetze Europas und ist mit 29.000 Angestellten einer der größten Arbeitgeber Tschechiens. 2023 wurden die Vertretungen um 300 reduziert.

## Geschichte

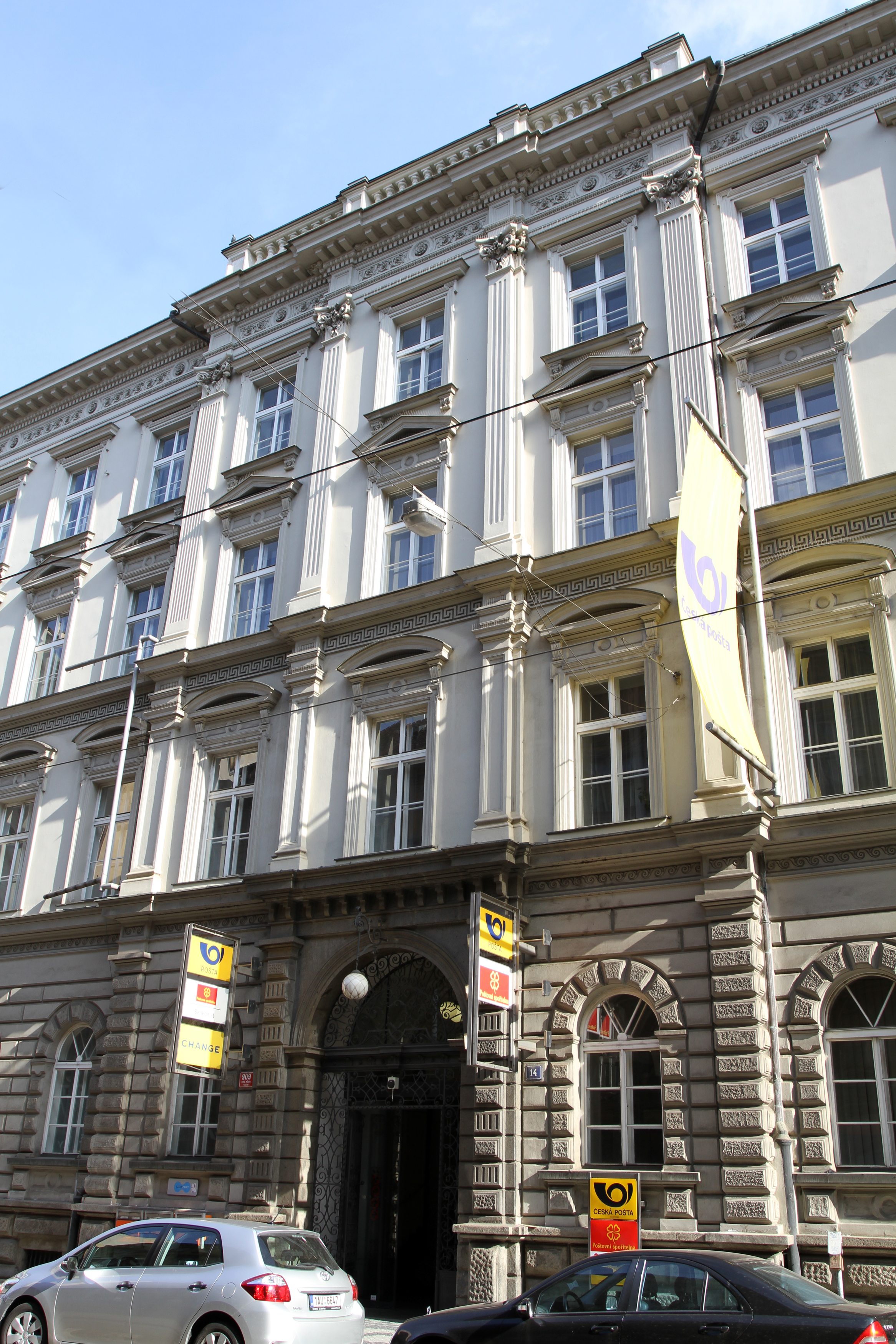
Hauptpostamt in Prag

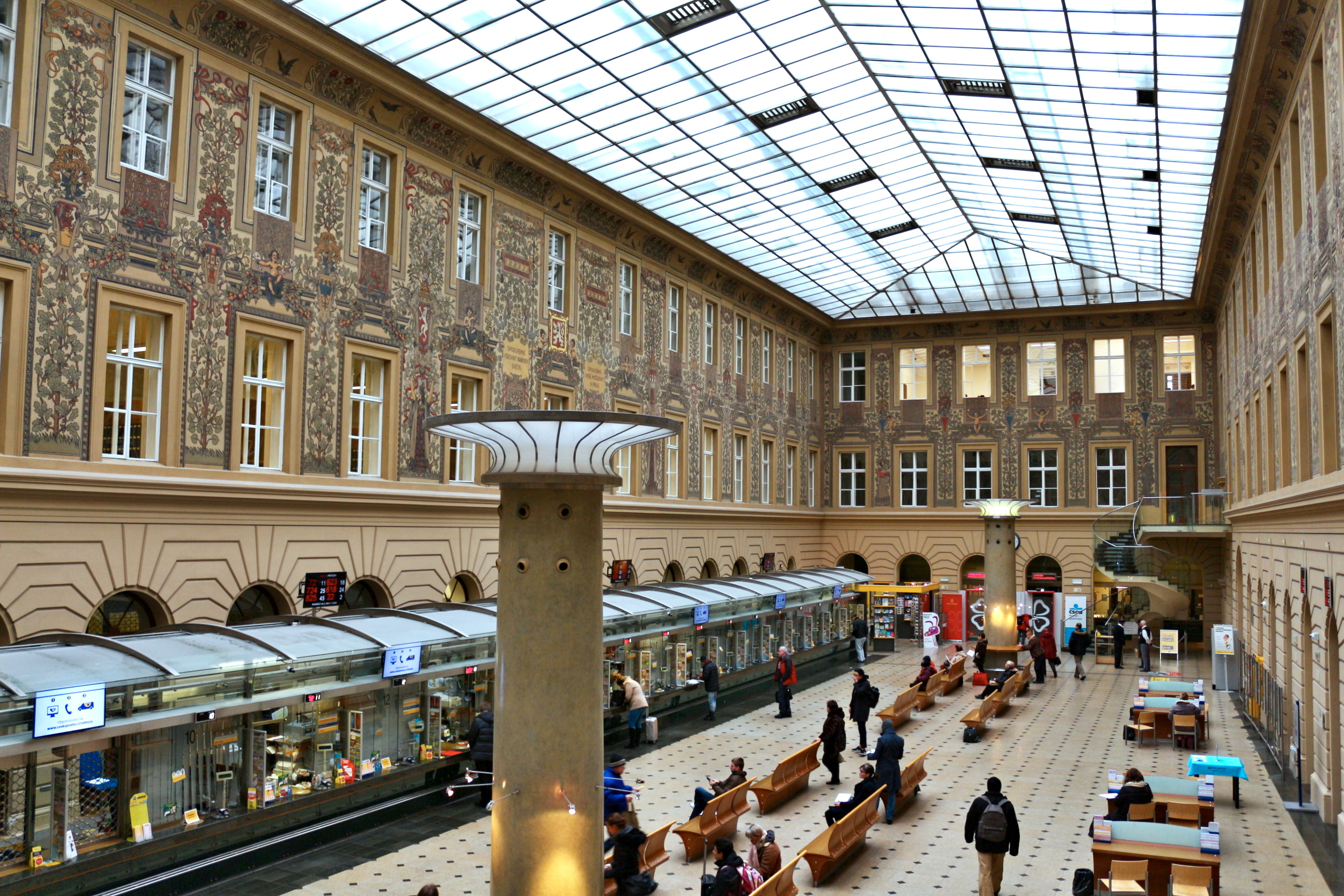
Kassenhalle

Die Česká pošta entstand am 1. Januar 1993 nach der Teilung der früheren Tschechoslowakischen Post (Československá pošta) zum 31. Dezember 1992 und wird seitdem als Staatsunternehmen betrieben. Zwar wurde noch im Gründungsjahr ein automatisches Briefsortiersystem eingeführt, dennoch stand das erste Jahrzehnt der Gesellschaft noch weitgehend im Zeichen der Vergangenheit:
Während die europäischen Nachbarländer ihre Postunternehmen bis zur Jahrtausendwende überwiegend privatisiert, den Markt für Postdienstleistungen liberalisiert und den Paketversand an den Internetversandhandel angepasst hatten, beklagte eine Studie des Tschechischen Amts für Telekommunikation noch 2006 zu kurze Öffnungszeiten, lange Warteschlangen und eine insgesamt fehlende Kundenorientierung.
Als eine der Ursachen wurde die Monopolstellung der Česká pošta in der Briefzustellung gesehen, die im Jahr 2000 auf 350 Gramm, mit dem EU-Beitritt Tschechiens auf Zustellungen bis 100 Gramm eingeschränkt wurde und seit 2006 nur noch für Briefe bis 50 Gramm gilt. Bis 2013 sollte der tschechische Postmarkt vollständig liberalisiert werden. Die tschechische Regierung versuchte daher Mitte der 2000er Jahre, den Staatsbetrieb zu einer Aktiengesellschaft umzubauen und unternahm mehrere Versuche, die Filialstruktur zu verschlanken und bisherige Serviceangebote teilweise durch Online-Dienste zu ersetzen.

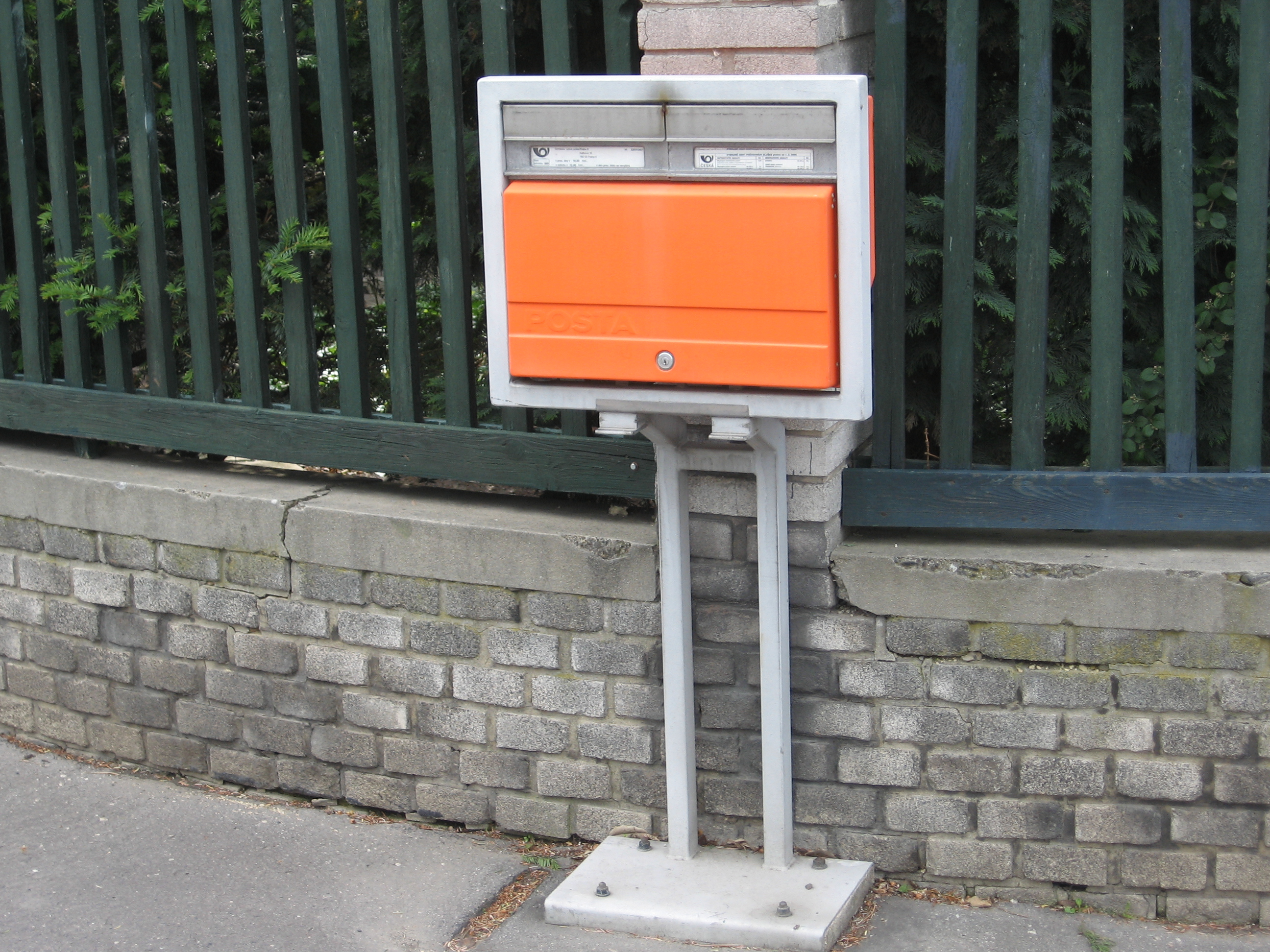
Briefkasten

So wurde 2008 vorgeschlagen, 180 von damals 3.387 Filialen zu schließen und insbesondere in ländlichen Gebieten stattdessen mobile Kundenbetreuer einzusetzen. Der Vorschlag löste massive Proteste in der Bevölkerung aus und wurde von örtlichen Bürgermeistern und Verbraucherschutzorganisationen unterstützt, so dass der bisherige Generaldirektor Karel Kratina auf Druck der Öffentlichkeit zurücktrat. Sein Nachfolger Petr Sedláček nahm die geplanten Schließungen zurück und versprach, die Umwandlung der Post in eine Aktiengesellschaft so kundenfreundlich wie möglich durchzuführen. Tatsächlich verlangsamte man die Umstrukturierung des Unternehmens nach den Protesten, musste jedoch auch die Umwandlung in eine Aktiengesellschaft immer wieder verschieben. Als Termin hierfür wurde zuletzt der 1. September 2009 genannt, ein neues Datum ist derzeit nicht bekannt, obwohl mit Blick auf die deutschen und österreichischen Nachbarn von der Politik des Landes immer wieder mögliche Einnahmen aus einem Börsengang ins Spiel gebracht werden.
Die Česká pošta stand daher unter erheblichem Gewinndruck, der bereits 2009 dazu führte, dass Sedláček infolge zurückgehender Gewinne seinen Hut nehmen musste und im Januar 2010 durch Marcela Hrdá ersetzt wurde. Diese erregte einige Aufmerksamkeit mit dem Vorhaben, die bis 2015 laufende Kooperation mit der Tschechisch-Slowakischen Handelsbank (ČSOB) nicht zu verlängern und im Rahmen einer großangelegten Unternehmensreform eine eigene Postsparkasse zu gründen. Als weitere Innovation wurde eine Briefzustellung „On-Demand“ nach Feierabend geplant, Hrdá fand jedoch nicht die Unterstützung der Verantwortlichen in der Politik und wurde im Februar 2011 entlassen. Als Nachfolger wurde zunächst kommissarisch Petr Zatloukal benannt, im Mai 2011 wurde er zum offiziellen Generaldirektor der Česká pošta berufen.
2014 beschloss die Regierung Sobotka, von der Transformation in eine Aktiengesellschaft abzusehen und die Post als Staatsunternehmen zu belassen.
Seit Ende April 2018 ist Roman Knap neuer Generaldirektor. Dieser löst Martin Elkán ab, der bereits im Januar 2018 aufgrund fehlender Pläne zur Weiterentwicklung der Post abberufen wurde.
Der Beschluss von 2014 auf den Verzicht einer Transformation hielt aber kein Jahrzehnt. Die Wirtschaftslage der Staatspost verschlechterte sich und der Staatsbetrieb war nicht dazu in der Lage sich trotz staatlicher Ausgleichszahlungen intern entsprechend zu strukturieren. So war das Unternehmen nicht in der Lage entsprechende Online-Dienste und Paketstationen ohne Personal zur Verfügung zu stellen wie es beispielsweise die Deutsche Post/DHL macht damit die Bevölkerung unabhängiger von den Postämtern wird. Stattdessen betreibt die Post einen Online-Shop für Fanartikel. 2022 gab es einen Verlust von 1,5 Mld. Kronen (rund 62,5 Mio. Euro). Eine Insolvenz drohte.
Frühjahr 2023 wurde beschlossen, dass die Post 300 Zweigstellen zu schließen hat. Einhergehend war auch die Kündigung hunderter Postangestellter. Damit sollen 700 Mio. Kronen eingespart werden. Üblicherweise hatte bis dahin jede Gemeinde (obec) ihr eigenes Postamt mit entsprechendem Personal. Gerade bei Senioren sind die Postämter wichtig, da sie dort ihre Renten in Form von Bargeld abholen. Geldkarten gibt es zwar, aber werden von der älteren Bevölkerungsgruppe tendenziell abgelehnt.
Im Sommer 2023 des gleichen Jahres beschloss der Aufsichtsrat eine Aufteilung der Staatspost. Es soll damit ein privatwirtschaftliches Tochterunternehmen für den Paketdienst namens Balíkovna a.s. gegründet werden. Dieses Unternehmen soll auch die logistische Betätigung des Postbetriebs übernehmen. Auf der anderen Seite soll die klassische Post, die einen offiziellen Staatsauftrag darstellt, im Rahmen des Bürgerservice bestehen bleiben. So soll gewährleistet bleiben, dass Bürger weiterhin ihre Identität für digitale Behördenerledigungen nachweisen können und finanzielle Leistungen vom Arbeits- und Sozialministerium abholen können. In diesem Sinne soll die bestehende, auf große Städte zentralisierte Behördenstruktur über die Post in die Fläche gelangen. Der Staat muss für dieses Vorhaben 4,5 Mld. Kronen investieren, weitere 2 Mld. muss die Post über Kredite finanzieren. Diese Mittel werden dennoch nicht ausreichen, aus diesem Grund wird ein privatwirtschaftlicher Investor gesucht.

## Generaldirektoren
- Miroslav Štěpán: seit Februar 2023
- Roman Knap: April 2018 bis Januar 2023
- Martin Elkán: Juni 2014 bis Januar 2018
- Petr Zatloukal: Mai 2011 bis März 2014
- Marcela Hrdá: Januar 2010 bis Februar 2011[14]
- Petr Sedláček: 2008–2009
- Karel Kratina: 2004–2008
- Jan Přibyl: 1993–2004

## Postleitzahlen
→ siehe Hauptartikel Postleitzahl (Tschechien)

## Philatelie
| Jahr | Anzahl Briefmarken | Anzahl Blockmarken |
| ---- | ------------------ | ------------------ |
| 2005 | 30                 | 2                  |
| 2006 | 36                 | 1                  |
| 2007 | 34                 | 3                  |
| 2008 | 35                 | 6                  |
| 2009 | 26                 | 5                  |
| 2010 | 40                 | 3                  |

## Sonstiges
Das Unternehmen ist der derzeitige Betreiber des 1918 gegründeten Nationalen Postmuseums in Prag, wird diese Verantwortung jedoch im Zuge des Privatisierungsprozesses an das tschechische Kulturministerium abgeben, das bereits jetzt für die kuratorischen Angelegenheiten der Einrichtung zuständig ist.
Das höchstgelegene der momentan 3.400 Postämter der Česká pošta ist die im Jahr 2007 erbaute Filiale auf der Schneekoppe in 1.500 Metern Höhe.
Die Česká pošta war mit der Durchführung der ersten gemeinsamen Volkszählung der Europäischen Union betraut: In der Zeit vom 7. bis 25. März teilten 14.000 Mitarbeiter im Auftrag der Post fast 17 Mio. Erfassungsbögen aus.